# Dendrophthora epiviscum
Dendrophthora epiviscum är en sandelträdsväxtart som först beskrevs av August Heinrich Rudolf Grisebach, och fick sitt nu gällande namn av August Wilhelm Eichler. Dendrophthora epiviscum ingår i släktet Dendrophthora och familjen sandelträdsväxter. Inga underarter finns listade i Catalogue of Life.